# 牛津英語詞典
《牛津英語詞典》（；OED）习称《牛津大词典》，是由牛津大學出版社出版的20卷詞典，截至2005年11月30日，該詞典收錄了301,100主詞彙，字母數目達3億5千萬個。詞典亦收錄了157,000個以粗體印刷的組合和變形，以及169,000個以粗斜體印刷的短語和組合，令詞典收錄的詞彙達到616,500個。另外，詞典共列出137,000條讀音、249,300個詞源、577,000個互相參照和2,412,400句例子。牛津詞典旨在收錄所有已知詞彙的用法，以及詞彙在不同地區之英語的變化。第一版前後花了71年編寫，其中22年是準備工作（1857年至1879年）。在實際編輯的49年間（1879年至1928年），共用了4個主編，每名主編約有6個助手。

## 起源
詞典並非由牛津大學發起編寫。19世紀50年代，語言學會（Philological Society）的會員有感於當時英文詞典之不足，於是發起編寫詞典的計劃。1857年6月，他們成立「未被收錄詞彙委員會」（Unregistered Words Committee），旨在列出並未被當時詞典收錄的詞彙，後來研究範圍更擴展到針對當時詞典的缺點。委員會成員理察·切尼維克斯·特倫奇（Richard Chenevix Trench）認為一本全新而全面的詞典是必須的，更建議讀者把例句寄給編者。及至1858年，該學會基本上同意編寫新的詞典，並名為《歷史原則編訂的新英語辭典》（A New English Dictionary on Historical Principles）。

## 首批編者
特倫奇在計劃初期扮演重要角色，但他的教會工作繁重，他難以兼顧需時動輒十年的詞典編纂工作，遂最後退出，由赫伯特·科爾里奇（Herbert Coleridge）接替並成為詞典的首位編者。赫伯特是詩人柯爾律治的孫子，博聞強記，在牛津大學同時取得數學與古典語言的一級榮譽學位，以律師為業，但主要將精力用於語言研究。
1860年5月12日，赫伯特公布他的計劃詳情，編纂工作全面展開。他的家成為編寫詞典的辦公室。他特別訂製設有54格的木箱，着手把10萬條引文分類。1861年4月，詞典部分初稿出版；同月，赫伯特因肺結核病逝，享年僅31歲。
接手編纂詞典工作的是弗雷德里克·詹姆斯·弗尼瓦尔。他是早期英語文獻的專家，對編纂工作充滿熱誠，但缺乏長期投入的耐性。起初他邀請了很多助手，收集了大量讀者提供的引文和其他物資。隨着熱情漸退，詞典編寫計劃陷入膠着狀態；弗尼瓦爾與助手失去聯絡，助手則以為計劃胎死腹中。不少給助手拿去的引文沒有退回，後來在托斯卡纳竟發現整套為H字開頭詞彙而收集的引文，其他則可能已當柴燒掉。
弗尼瓦爾找過亨利·斯維特、尼科爾（Henry Nicol），希望他們接手編纂工作，但均被拒絕（前者是以粗魯聞名的語音學家，蕭伯納的名劇《窈窕淑女》中的教授，即以他為原型）。到1876年，在語言學會的一次會議上，出身寒微、靠自學成才的詹姆斯·穆雷表示願意接手這項工作。

## 牛津接手
與此同時，學會與出版社接洽，希望出版這部厚重的詞典。他們曾接觸劍橋大學出版社和牛津大學出版社，卻不得要領。到1879年，經過兩年的商議，牛津大學出版社同意出版，還同意向穆雷付薪編纂詞典。他們計劃用10年時間完成。
穆雷能夠駕馭如此規模龐大的計劃，令編纂工作重上軌道。由於他有很多小孩，他的家不適合作辦公室，於是在他家旁建了一幢鐵造小屋為繕寫室，內置一個有1092格的木箱和大量書架，他把小屋命名為「藏經樓」（Scriptorium）。
穆雷重新整理由弗尼瓦爾之前收集的引文，但他發現提供引文的讀者只着重罕見和有趣的字，忽略了常用字。於是他在報章、書店、圖書館宣傳，呼籲讀者除了注意罕見、過時、古怪的字，也希望他們提供常用字的引文。穆雷同時邀請了美國賓夕法尼亞州的語言學者馬奇（Francis March）收集北美讀者的引文。不久，每天1,000條引文送到「藏經樓」，到1882年，數目累計350萬條。
1884年2月1日，赫伯特的詞典試樣公布後的23年，詞典的雛形終於出現，樣版頁面正式出版。該初版詞典的書名為《基於由語言學會所收集的材料、以歷史原則編訂的新英語詞典》（A New English Dictionary on Historical Principles; Founded Mainly on the Materials Collected by The Philological Society），全書352頁，收錄了由A至Ant的字，英國售價12先令6便士、美國售3.25美元。銷量並不理想，僅印行4000本。
牛津大學出版社明白，若沿用舊方法編寫，詞典出版將會遙遙無期。於是出版社承諾提供額外援助，但穆雷要接受兩個條件。第一，他要搬進牛津市進行編寫工作，他於1885年照做。第二，如果他未能依時完成工作，他必須聘請一個不受他監督的資深編者，負責詞典不同部分的工作。穆雷對第二個要求不以為然，他想獨自完成工作，又認為當他熟習編寫後進度便會加快。但事實並非如此，最終牛津大學出版社的蓋爾（Philip Lyttelton Gell）決定擢升穆雷的副手布拉德利（Henry Bradley），他於1888年與穆雷分頭編寫詞典。布拉德利的工作間設於倫敦的大英博物館。到1896年他也搬進牛津。
本着商業精神，蓋爾不斷向兩名編者施壓，意圖減少支出，計劃差點因此而被逼中止。但當報紙將情況報道出來之後，輿論支持兩名編者，更令蓋爾被解僱，牛津大學亦全力支持編寫工作。
可惜，兩名編者在詞典正式面世前就過世。穆雷於1915年逝世，他生前一直負責編寫A至D、H至K、O至P和T開頭的字，佔詞典近半篇幅。布拉德利則於1923年過世，他負責E至G、L至M、S至Sh、St和W至We的字。由於早已有兩位副手被擢升為編者，各自負責詞典的不同部分，故詞典編寫的工作沒有受到太大影響。克雷吉（William Craigie）於1901年開始編寫N、Q至R、Si至Sq、U至V及Wo至Wy的字，而奧尼恩斯（Charles Talbut Onions）則於1914年開始負責餘下的Su至Sz、Wh至Wo和X至Z。

## 分冊
截至1894年初，已有11本分冊出版，共分三組：四冊是A至B、五冊是C、兩冊是E，平均每年出一冊。當中有8部長352頁，而每組的最後一冊都較薄。由1895年開始，每本分冊的規模縮減，並改為每三個月出一冊，每冊只有64頁，每本2先令6便士或1美元。有時也會出版較厚的分冊，頁數為128甚至192。出版步伐直至一戰爆發才被拖慢。

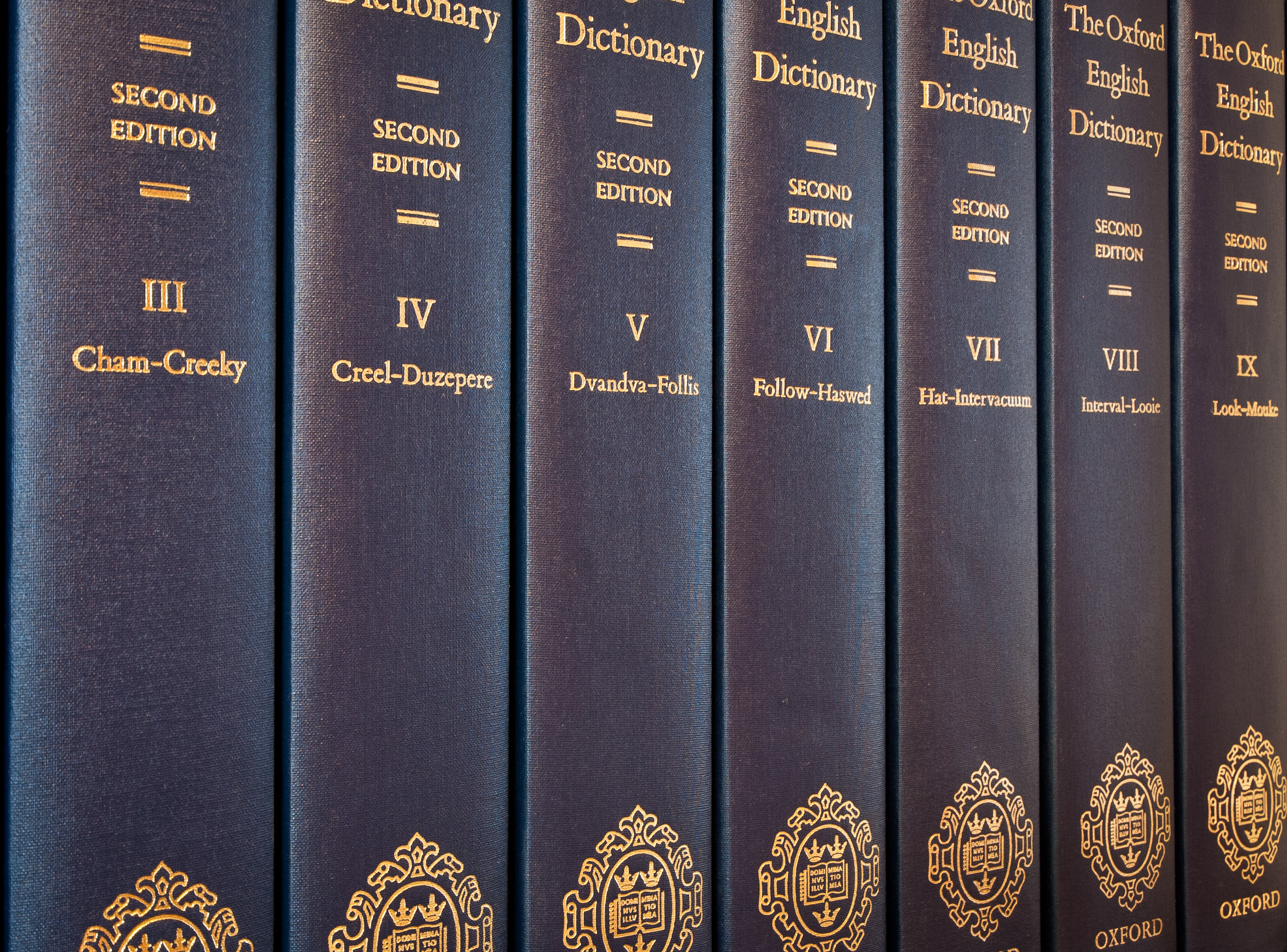
牛津英語詞典書面版

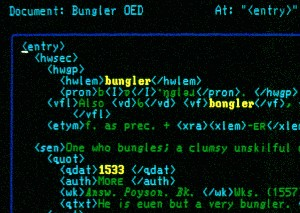
LEXX語言編寫的牛津英語詞典數位版

自1895年起，詞典終於採用《牛津英語詞典》（Oxford English Dictionary）的名字，但只出現在分冊的封面，原本的書名仍然是正式名稱，出現在書中不同地方。
最後一本分冊是第125部，於1928年4月19日出版，包含了由Wise到W最後一個字，詞典的完整版本隨即推出。

## 第一版和第一次增補
這本新英語詞典最初計劃出版10冊，分別以A、C、D、F、H、L、O、Q、Si及Ti作開頭。但隨着計劃不斷發展，每冊變得越來越厚。雖然1928年完整版推出時仍保留了分冊的編號，但第九和第十部都要分成兩本印刷，第九部由Su分開，而第十部則由V分開。該部詞典也有推出20冊裝，視乎不同訂裝，價錢分別為50或55基尼（即52.5或57.75英鎊)。
詞典的第一版出版距離分冊A至Ant的出版已有44年，期間英語不斷發展，出現不少轉變，所以較早期面世的分典已變得不合時宜。解決辦法是推出「增補」，列出所有新出現的詞彙和用法，同時修正原版的錯漏。
增補冊子同樣由兩位編者分別編寫。當時身處美國的克雷吉主要負責添加美式用法，同時他也修訂了L至R和U至Z，奧尼恩斯則負責A至K及S至T，全部需時5年。
1933年，詞典首次正式以《牛津英語詞典》的名義發行。為了平均每部分冊的厚度，分冊內容經過調整，令整部詞典共分12冊，分別以A、C、D、F、H、L、N、Poyesye、S、Sole、T和V做開頭，增補冊子則成為第13冊。售價減至20基尼（21英鎊）。

## 第二版和第二次增補
語言不斷發展，20年後的1950年代，1933年版的牛津詞典的內容已變得過時。出版社初步構思有三種方法更新詞典。最方便的方法是保留原來版本，只附上新的增補集；第二種方法是更新原本的增補集；最昂貴的方法是重新修訂詞典，增加冊數。牛津出版社選擇了第二種方案，重新編寫增補集。1957年，伯奇菲爾德(Robert Burchfield)獲聘為編者，而已年屆84歲的奧尼恩斯也有參與編寫。原本計劃7至10年完成，最後卻用了足足29年，增補集的冊數增至4冊，分別以A、H、O和Sea作開頭。4冊分別於1972年、1976年、1982年和1986年出版，令整部詞典增至16冊。
為了讓詞典電子化，新牛津英語詞典（英文簡稱：NOED）計劃展開。為了保留詞典的原來格式，詞典內容不是簡單以鍵盤輸入電腦，而是以SGML輸入。同時，需要開發一款專門的搜尋引擎和軟件來閱讀電子化的內容。根據1985年的協議，加拿大的滑鐵盧大學成立了新牛津英語詞典中心，負責開發部分軟件；這項計劃亦間接促成了軟件公司Open Text的成立。NOED計劃的電腦硬件、資料庫和其他軟件開發人員，均由IBM的英國附屬公司贊助。
1989年，NOED計劃達成目標，編者韋納(Edmund Weiner)、辛普森(John Simpson)利用電腦將第一版詞典正文、伯奇菲爾德編寫的增補以及少量新資料結合成一本完整的詞典。牛津英語詞典第二版（OED2）正式出版（故第一版稱作OED1）。
OED2的印刷本共有20冊，每本厚度相若，並放棄以字母劃分，分別以A、B.B.C.、Cham、Creel、Dvandra、Follow、Hat、Interval、Look、Moul、Ow、Poise、Quemadero、Rob、Ser、Soot、Su、Thru、Unemancipated和Wave作開首字。
雖然OED2很大程度只是把原有內容重新整合，但由於重新排版，對詞典格式作了兩個重要修改。首先，主詞目不再是大寫，从而讓讀者知道哪些字的首字母需要大寫。另外，穆雷編寫詞典時，标音还没有標準格式，故而使用了他自創的标音方法，而OED2則採用了國際音標。
《詞典增編》（Oxford English Dictionary Additions Series）加入了新的資料，在1993年出版了兩小冊，第3本於1997年面世，令整部詞典增至23冊。

## 縮印版
1971年，全部13冊的1933年版OED1重新印刷成只有兩冊的縮印版（Compact Edition）。其實只是把4頁縮印成1頁，縮印版的兩冊分別以A和P做開頭。裝着詞典的盒子附有放大鏡，輔助讀者閱讀縮小了的字體。1991年，OED2的縮印版出版，9頁縮印成1頁，首次以單冊出版。

## 電子版

OED第一個CD-ROM版本的屏幕截圖

現時已發行了四個CD-ROM版本。第一版CD-ROM（1992年）包含了OED2的內容，而且沒有版權保護。第二版CD-ROM（1999年）增添了內容、新加了搜尋功能，但由於過分保護版權，令軟件難以使用，甚至出版社的工作人員示範軟件時亦遇到困難。第三版CD-ROM build 2.1（2002年）沒有解決問題，亦只能在Windows中使用。第四版CD-ROM Version 4.0（2009年）增加 MAC平台與Windows7的安裝。单机版本 OED4  CD-ROM  Verion 4.0 共两张光盘，约 200 美元左右；可安装在硬盘上使用，无需再用CD-ROM。

OED Online的屏幕截圖

2000年3月，詞典網上版(OED Online）提供訂閱。它包含了整部OED2，並每季進行修訂，將來會成為OED3的內容，是現時最新的版本。
雖然已在2004年減了價，個人訂閱網上版每年仍要支付195英鎊或295美元。主要訂閱者來自大型機構，如大學、公共圖書館等。

## 第三版
進行中的第三版（OED3）將會大幅修訂現有版本。現任主編是John Simpson。編者通常會從頭開始修訂詞典，內容的質量可能會因修訂次序不同而不平均，為了作出平衡，OED3的修訂將會从M開始。當網上版於2000年3月推出时，它已包含了少部分已修訂的詞目（稱作草稿條目），由M至mahurat，而之後的詞彙亦按每季推出。截至2005年12月，修訂部分已到了以ph開頭的词。
第三版的製作充分應用了電腦科技，尤其是2005年6月推出的新軟件Pasadena。該軟件採用了XML，令詞典編纂者能夠更專注改善詞典的內容，而不需分神於詞典的格式。新系統亦簡化了引文資料庫的操作，令身處紐約的工作人員能夠與在牛津工作的編者一樣，直接修改詞典。而利用電郵，公眾可以將用法和引文發送給編者。

## 拼法
OED把英式英語的拼法（如labour和centre）放在前，而把其他拼法（labor和center）放在較後位置。此外，雖然在英式英語中通常使用後綴 -ise，但是OED偏好使用 -ize（例如 realize vs. realise 和 globalization vs. globalisation）。其理由是基於詞源學。
牛津出版社以例句「The group analysed labour statistics published by the organization」表現英式拼法。這種拼法（IANA把它標為en-GB-oed）被聯合國、世貿、國際標準化組織和其他組織，以及學術刊物（如《自然》等）所採納。

## 軼聞
- 约翰·罗纳德·瑞尔·托尔金曾替OED研究Waggle至Warlock的字源，並把四位主編塑造成他的短篇故事《哈姆蓋爾的農夫》（Farmer Giles of Ham）中的「牛津四智者」（The Four Wise Clerks of Oxenford）。
- 威廉·莎士比亞是被引用得最多的男作家。
- 乔治·艾略特是被引用得最多的女作家。
- 若將不同版本的聖經合併計算，則該書為被引用得最多的作品；以單一版本來算，引用得最多的是中世紀的長篇宗教詩《世界的運行者》(Cursor Mundi)。
- set(v.)很长时间都是解释最多的单词，但是在2007年3月修订之后，make(v.)超过了它，编辑组指出，在不久的将来，set可能又会超过它，因为目前set还未被修订。
- 现在解释最多单词排行榜为：make(v.已修订),set(v.),run(v.),take(v.),go(v.),pre-(prefix已修订),non-(prefix已修订),over-(prefix已修订),stand(v.),red(a.;n.),point(n.已修订).
- 在生造字（neologism）方面，引用得最多的作家是17世紀英語散文大家布朗爵士（Sir Thomas Browne）。
- 威廉·切斯特·米諾是詞典編輯初期最熱心的貢獻者之一，他當時因為殺人而被關在瘋人院，他與穆雷的一段交往被寫成暢銷書《教授與瘋子》（The Professor and the Madman: A Tale of Murder, Insanity, and the Making of The Oxford English Dictionary）。後於2019年改編為電影牛津解密。
- 黑爾塔哲（S.J. Herrtage）是整個計畫裡首個獲聘用的助手，但也是首個遭解僱的工作人員，他因為被發現有偷竊癖而被革職。
- 安蒙·佘亚（英语：Ammon Shea）用了一年的时间来阅读《牛津英语词典》，还把他的阅读感想写成了一本书。[3]
- 詞典每年都會選出年度風雲單字，例如2013年的是自拍（Selfie），2014年的是vape，而2015年該字典選出的風雲單字甚至不是一個字，而是個「喜極而泣」（Face with Tears of Joy）的emoji表情符號。[4]

## 其他牛津詞典
- 簡编牛津英語詞典(Shorter Oxford English Dictionary，源自OED)
- 新牛津英語詞典(New Oxford Dictionary of English，后改称Oxford Dictionary of English)
- 牛津簡明辭典(Concise Oxford English Dictionary，早先源于OED，后改为ODE)
- 牛津高阶英語詞典(Oxford Advanced Learner's Dictionary)（供母語不是英語的人使用）
- 牛津加拿大詞典(Canadian Oxford Dictionary)
- 新牛津美國詞典(New Oxford American Dictionary，ODE美国版)
- 牛津英語詞源詞典(Oxford Dictionary of English Etymology)

### 引用
1. ↑  Dickson, Andrew. . The Guardian. 23 February 2018  [13 December 2020]. （原始内容存档于2020-11-16）.
2. ↑  牛津英语词典 （页面存档备份，存于）[M/OL]//陈至立. 辞海. 7版. 上海:上海辞书出版社,2020[2024].
3. ↑  Ben Hoyle. "Ammon Shea left with onomatomania after reading Oxford dictionary from A to Z （页面存档备份，存于）". The Times. 2008-10-04.
4. ↑  . （原始内容存档于2021-03-13）.

## 外部連結
- 官方網頁 （页面存档备份，存于）
  - 詞典資料庫 （页面存档备份，存于）
  - OED統計 （页面存档备份，存于）
  - 托尔金與OED （页面存档备份，存于）
  - 搜尋簡明OED （页面存档备份，存于）
- 透視OED(Examining the OED)（英文）